# 麻豆尪祖廟
麻豆尪祖廟，是位於臺南市麻豆區北勢里的寺廟。前身為臺灣平埔原住民西拉雅族的公廨。經漢化後成為奉祀天門三將軍「唐、葛、周」的「三元宮」。主祀大尪祖周府、二尪祖葛府、三尪祖唐府三元真君。2001年重建為今廟，今日廟後建有西拉雅族的公廨。

## 歷史
麻豆區原為西拉雅族四大社之一蔴荳社聚落的範圍。自清代以來逐漸成為漢人的聚落，尪祖廟所在的一地也是麻豆地區漢人最早的居住地。日後當地原住民失勢，據吳新榮指出或漢化為「熟番」或逃入山勢（如六甲、大內、玉井山地），尪祖廟遂為三元宮堂堂鎮座，:4漢化成漢人寺廟，成為「三元宮」。據文史工作者田野調查，尪祖廟約創建於清乾隆四十四年（1779年）。據吳新榮與臺南縣文獻會的推論，「三元」之字可能是由「尪」字解體而來。:168漢化後「三元真君」反客為主，坐上三元宮的主位，「尪祖廟」改為「尪祖祠」，置身於三元宮廟後。
尪祖廟曾歷經多次重修，包括道光四年（1824年）重修、以及咸豐五年（1855年）、咸豐九年（1859年）、同治十三年（1874年）重建，又在明治四十三年（1910年）、大正四年（1915年）重修。民國後於民國四十一年（1952年）重建，民國五十八年（1969年）重修、民國八十八年（1999年）重建，民國九十年（2001年）臘月十八日入火安座。最新一次重建於2001年。
在漢化後，尪祖廟仍保有許多公廨特徵，直到日治時代中期。在2000年對麻豆耆老的口述歷史座談中，據1913年出生的李再傳指出，在七十年前（1930年代）時尪祖廟尚有供俸檳榔、一缸清水和一面鏡子，但不確定是否拜豬頭殼。:90顯示出1915年重修後的尪祖廟仍有清水。而據《漫談麻豆社古今》作者郭再強於民國五十五年（1966年）10月25日對尪祖廟調查原住民的遺跡，內殿除三座神像，僅剩一個圓型神鏡，以及外殿所置四角型之鏡，未見所置之清水。唯郭再強於是日遇見曾任小學訓導的李金炒時，得知其年少時尪祖廟內還置有一大壺清水於桌上，確認尪祖廟曾是平埔族公廨（據吳新榮與郭水潭指出，「熟蕃」祭祀祖先之神主，旁邊必有一碗清水，唯後來恐漢人察知，方藏於神主牌後面）。:4
石萬壽所著的《台灣的拜壺民族》曾記錄1980年代時尪祖廟正殿神桌上，尚供奉檳榔及供向魂休息的三碗清水，神桌下也立有壺、將軍柱。然而1990年代劉還月重訪此處時已找不到任何祭祀遺跡。:70在2002年出版的《南瀛公廨誌》中，作者涂順從前往當地現場時，已不見石萬壽的所載記錄，涂順從推測應在重建中消失。:123

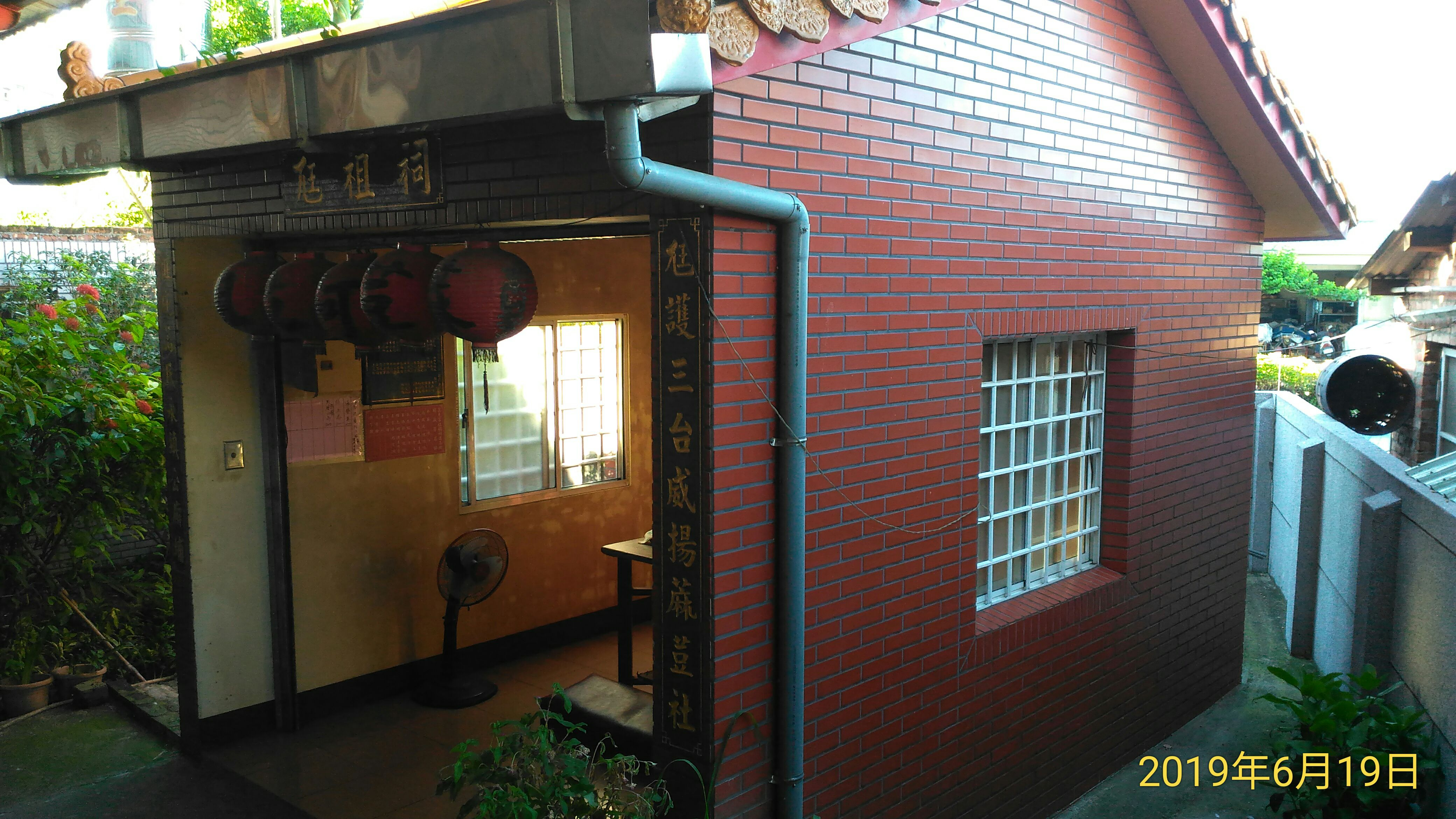
麻豆尪祖廟重建的公廨

2000年後，於廟後方重建公廨。據公廨祠記，「尪祖祠乃古麻豆社公廨...1988年11月28日廟婆沈蜜女士往生後，阿立祖之供奉被廢...2001年三元宮（尪祖廟）重建落成，太祖欲重返祥光祖地之神跡漸顯....2007年重建麻豆社公廨，同年9月單間磚造公廨峻成。」:113-114該祠是於2007年6月阿立祖太祖降駕指示重建麻豆公廨，經管理委員會決議重建，於2008年重建完工。重建之初廟方曾請同為麻豆社的番仔田尪姨協助，重建之尪祖祠融合頭社及番仔田的風格。:113-114
2019年5月7日，麻豆尪祖廟舉辦恢復中斷69年的西拉雅夜祭，據廟方表示經由蔴荳社後裔遷移過去的官田區隆田隆本復興宮去年的尪姨「起駕」，蔴荳社阿立祖希降示望麻豆三元宮恢復舉辦西拉雅夜祭，三元宮慎重其事，與復興宮商議後，三元宮請示阿立祖，決定5月7日復辦阿立祖祭典，復興宮支援拜豬和牽曲等祭典進行。獲隆田復興宮支援夜祭。

## 圖冊

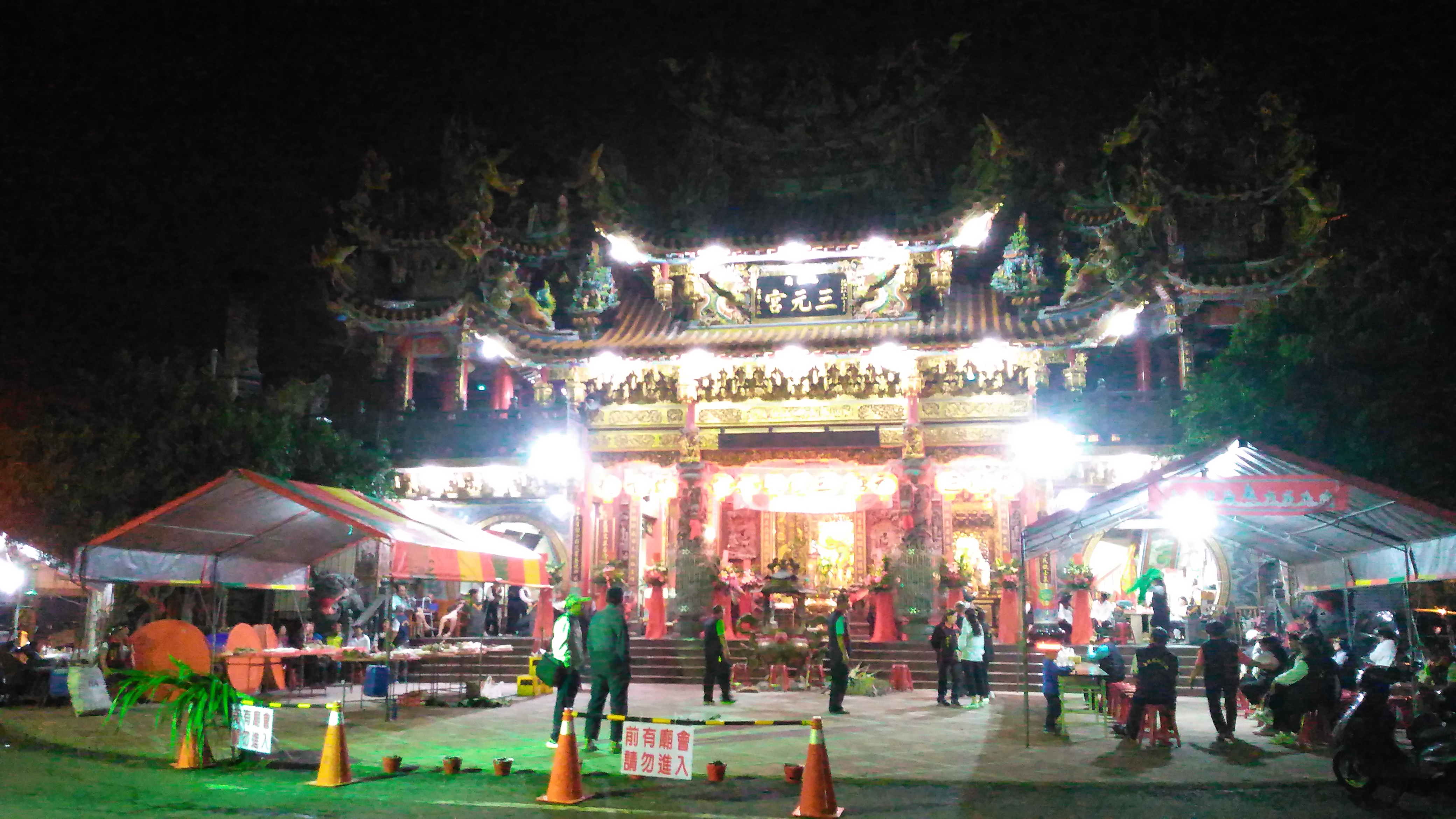
2019年5月舉辦夜祭時的麻豆尪祖廟
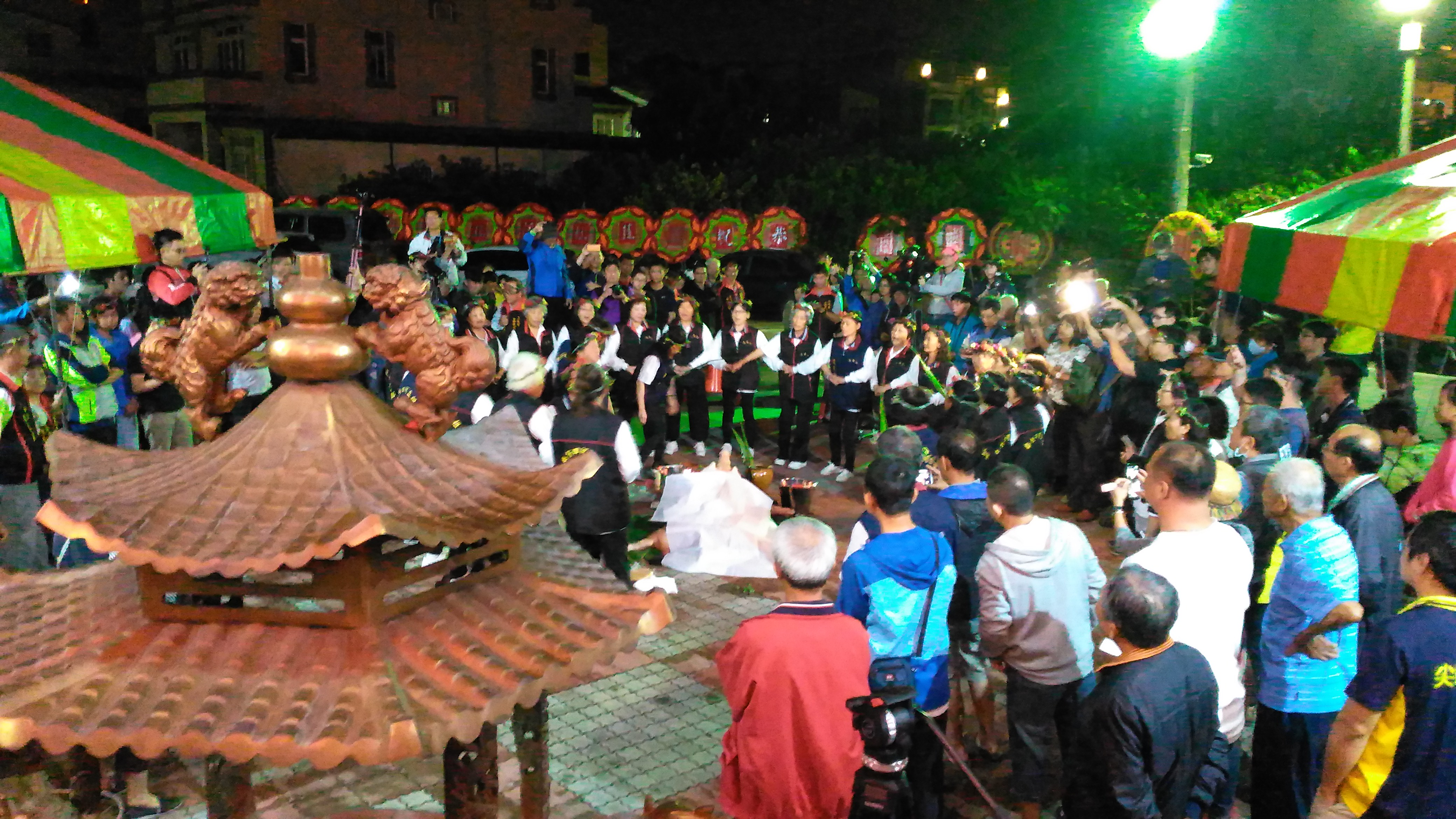
2019年5月夜祭中的麻豆尪祖廟

## 外部連結
- 三元宮 （页面存档备份，存于），地理資訊科學研究專題中心文化資源地理資訊系統。